# لكروس

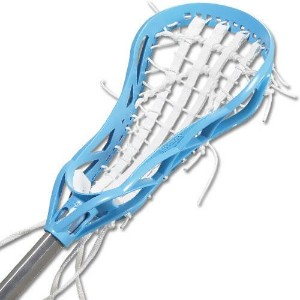
شبكة عصا لكروس لنساء

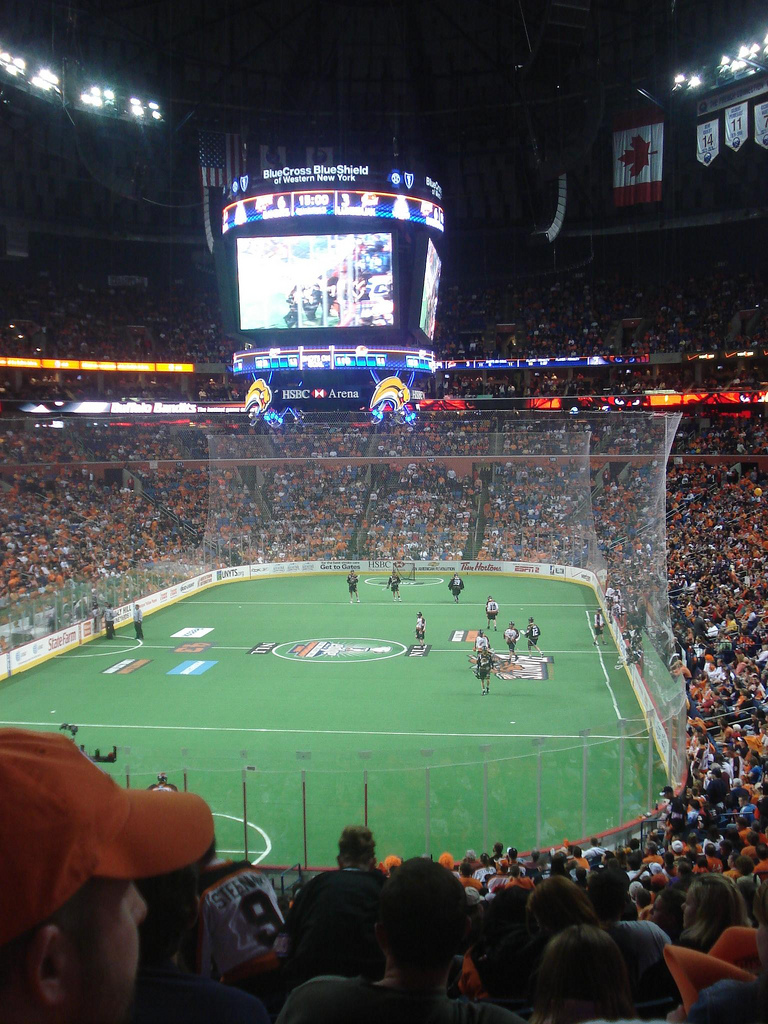
مباراة لكروس؛ بوفالو، نيويورك

اللَّكْرُوس أو لاكروس (بالإنجليزية: Lacrosse)‏ هي رياضة جماعية تلعب بكرة مطاطية، وعصا طويلة تنتهي بشبكة مصممة لتلقي تك الكرة ۔ يستخدم اللاعبين عصا اللكروس لالتقاط وتمرير وتسديد الكرة نحو المرمى. الجهة التي تحكم اللعبة وتديرها هي اتحاد لكروس العالمي. والمسابقة التنافسية الأكثر شهرة لهذه اللعبة هي بطولة لكروس الدولية، حيث تعتبر الولايات المتحدة الأمريكية هي البطل المهيمن فيها.

## تاريخ
لكروس تعتبر جزء من ثقافة وعادات شعب إيراكوي الذي يستوطن مايعرف الآن باسم نيويورك وبينسلفينيا. قد تكون لكروس تطورت في جزيرة السلحفاة (تورتل آيلاند) في أمريكا الشمالية بين شعوب المنطقة في وقت مبكر من عام 1100 للميلاد. وفي القرن السابع عشر أصبحت معروفة وموثقة بواسطة مبشري يسوعيون في المنطقة التي تعرف الآن بكندا.